# كيفن أسانو
كيفن أسانو (بالإنجليزية: Kevin Asano) هو متحدث تحفيزي أمريكي، ولد في 20 أبريل 1963 في هاواي في الولايات المتحدة.

## وصلات خارجية
- كيفن أسانو على موقع الفيدرالية الدولية للجودو (الإنجليزية)
- كيفن أسانو على موقع JudoInside.com (الإنجليزية)
- كيفن أسانو على موقع AllJudo.net (الفرنسية)
- كيفن أسانو على موقع اللجنة الأولمبية الدولية (الإنجليزية)
- كيفن أسانو على موقع أوليمبيديا (الإنجليزية)
- كيفن أسانو على موقع قاعة هاواي للمشاهير الرياضية (مؤرشف) (الإنجليزية)